# Salzstadl (Altböckstein)

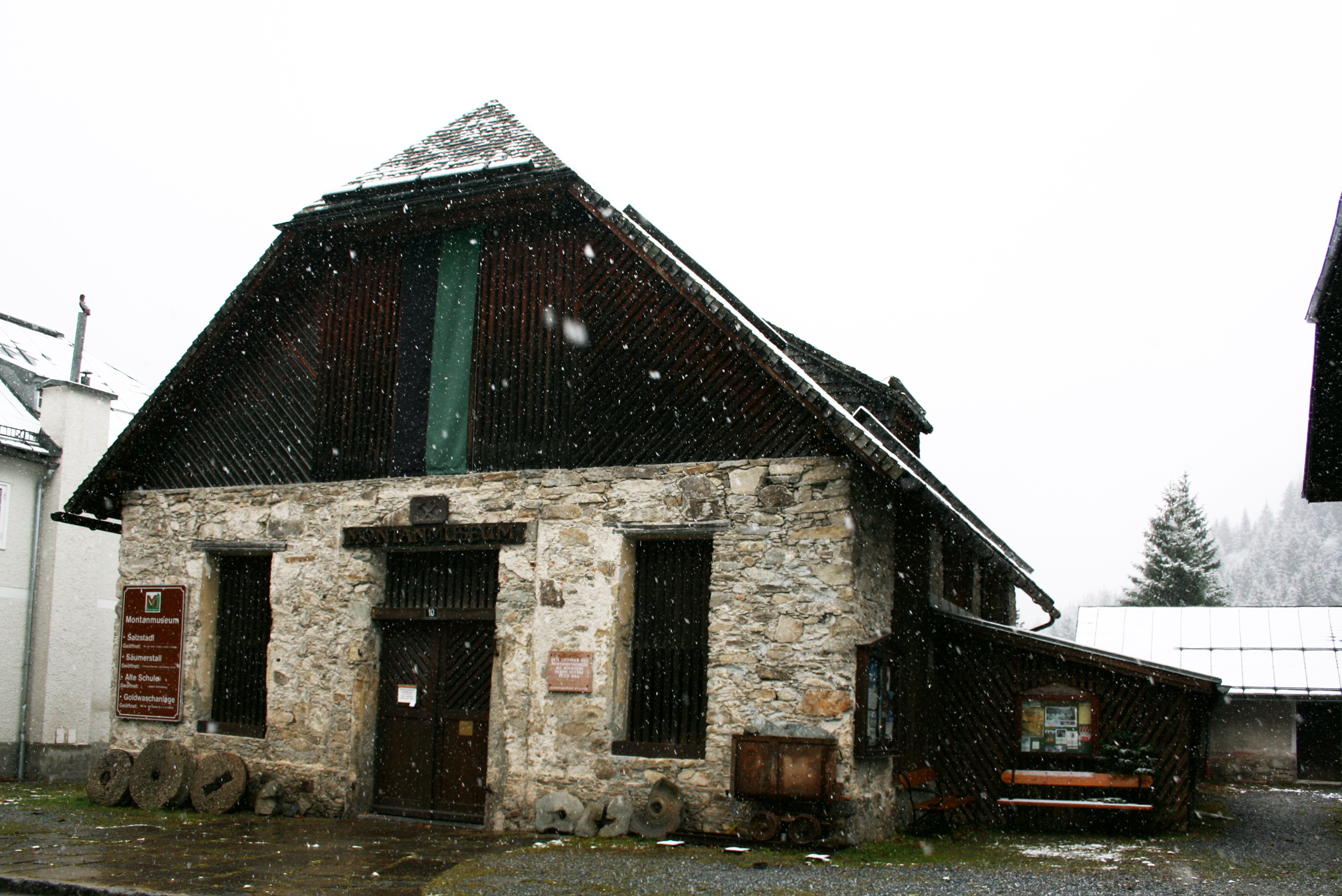
Ehemaliger Salzstadl in Altböckstein

Die ehemalige Salzstadl der historischen Bergwerkssiedlung Altböckstein befindet sich in der Ortschaft Böckstein der Gemeinde Bad Gastein im Bezirk St. Johann im Pongau im Land Salzburg. Er wird als Hauptgebäude des Montanmuseums Altböckstein genutzt und steht unter Denkmalschutz (Listeneintrag).

## Geschichte
Am 14. Januar 1741 wurden die Anlagen des Gold-Bergbaus in der Peck durch eine mächtige Lawine zerstört. In den folgenden Jahren wurde die Montansiedlung Altböckstein als barockes Bauensemble bis 1745 planmäßig angelegt und 1764 vollendet.
Bis Anfang 1743 wurden bereits das Verwalterhaus (der spätere Pfarrhof Böckstein), der Salzstadl, das Wohngebäude für die Wäscher und Sackzieher und die Badestube (die spätere Schule Altböckstein) errichtet. Der Salzstadl war ursprünglich als Zimmerer-Hütte geplant, wurde aber zunächst und teilweise auch später als Zwischenlager für das Salz verwendet, das von hier über den Tauern gebracht wurde.
In den Jahren 1979 und 1980 wurde der Salzstadel als erstes Bauprojekt der Montandenkmalpflege „Alt-Böckstein“ restauriert.

## Beschreibung
Das eingeschoßige Gebäude besitzt ein Schopfdach.
Das Erdgeschoß besteht aus mächtigen Mauerpfeilern, dessen Öffnungen heute durch Holzgitter geschlossen sind.

## Verwendung
Der ehemalige Salzstadel der Montansiedlung wird seit 1980 als Hauptgebäude des Montanmuseums Altböckstein genutzt.